# Hortenzie stromkovitá
Hortenzie stromkovitá (Hydrangea arborescens) je opadavý, od země hustě větvený, okrasný keř pěstovaný pro kulovitá květenství. Pochází ze Severní Ameriky, odkud byla v 18. století dovezena do evropských zahrad. Roku 1835 byla jako vzácnost vysázena v Praze, v tehdejší Královské oboře. Od té doby v českých okrasných zahradách a parcích zdomácněla, do volné přírody se však nerozšířila.

## Výskyt
Jejím domovem je severovýchodní oblast spojených států, zhruba od Atlantiku po Appalačské pohoří a řeku Missouri, s přesahem do severovýchodní Kanady. Obvykle rostla na kamenitých březích řek a v jejích údolích a vyhloubených stržích. Z Ameriky byla jako okrasná rostlina rozšířena do mnoha zemí kde postupně zplaněla a roste tam ve volné přírodě; v Evropě např. v Itálii a v Asii v Koreji.

## Ekologie
Rostliny dávají přednost polostinnému stanovišti s trvale vlhkou, mírně kyselou, výživnou půdou s dostatkem rozkládající se organické hmoty. Snášejí středoevropské zimy, pouze nevyzrálé letorosty někdy namrzají. V případě zmrznutí nadzemních částí vyrostou tyto nově z kořenů. Ploidie druhu je 2n = 36.

## Popis
Polokulovitý, hustě větvený keř se vzpřímenými letorosty, fanerofyt, dorůstající do výšky 1 až 3 metrů. Obvykle nevětvené letorosty, rostoucí z hrubých, široce rozvětvených kořenů, mívají barvu světle šedou až červenavě hnědou a v mládí bývají krátce chlupaté. Kůra starších výhonů postupně tmavne, stává se hnědou a v pozdějším věku se v plátcích odlupuje.
Listy s řapíky až 5 cm dlouhými vyrůstají vstřícně nebo v trojčetných přeslenech. Čepele jsou vejčité, 5 až 15 cm dlouhé, na bázi okrouhlé až srdčité, na vrcholu krátce zašpičatělé a po obvodě hrubě pilovité. Na tmavší, lícní straně jsou občas roztroušeně chlupaté, na světlejší, rubové mají krátké chlupy podél středního žebra a žilek.
Na vrcholech výhonů vyrůstají na stopkách bílé nebo nazelenalé květy a vytvářejí 5 až 15 cm velké koncové chocholíky polokulovitého tvaru, složené ze 100 až 500 květů. Po obvodě květenství se vyskytuje několik neplodných květů, u některých původních populací neplodné květy chybí, nebo ojediněle jsou neplodné všechny květy, květenství pak bývá velké až 20 cm. Plodné květy mají pětičetný, drobný, světle zelený kalich a korunu tvořenou 3 mm dlouhými, bílými, krémovými nebo nazelenalými lístky, deset tyčinek s krátkými prašníky a spodní semeník nesoucí dvě čnělky. Produkují hojnost nektaru i pylu a bývají navštěvované čmeláky i různými včelami. Neplodné květy mají kalich mnohem větší, korunní lístky silně redukované nebo žádné a hmyzu nenabízejí nic. Plodné květy kvetou jen po krátkou dobu, kdežto neplodné jsou atraktivní mnohem déle.
Plod je polokulovitá, na vrcholu uťatá, dvoupouzdrá, asi 3 mm velká, pukající tobolka s žebry po bocích a kališním lemem na vrcholu. Obsahuje množství drobných, zploštělých, asi 0,4 mm velkých semen rozfoukávaných větrem nebo roznášených vodou. Rostlina se může do blízkého okolí šířit i klonálně kořenovými výběžky, výsledkem pak jsou husté kolonie. Při pěstování se hortenzie stromkovitá v zahradnictvích množí řízkováním nebo dělením trsů.

## Význam
Je rozšířená v okrasném zahradnictví, kde je vhodnou dřevinou pro městskou zeleň, bývá používána jako solitéra nebo v menších skupinkách v parcích a zahradách. Téměř všude se pěstují kultivary s výhradně neplodnými květy, které nejintenzivněji kvetou v červnu a červenci. Obvykle nevyrůstají výše než 1,5 m. Pro dosažení maximálního kvetení se doporučuje brzy z jara sestříhat výhony na výšku asi 30 cm.
Rostliny jsou intenzivně šlechtěny pro získáni co největších, dlouze kvetoucích květů s různým zbarvením. Nepřirozené modravé barvy květů bývá docilováno nejen křížením a výběrem vhodných jedinců, ale i složením půdy ve které rostlina roste (kyselost a dostatek hliníku) a také průběžnou zálivkou s přídavkem kamence amonno-hlinitého. V půdě s pH 3,5 až 4,5 se květy původně růžové barví do modra a načervenalé do fialova, při pH 5 až 6 jim zůstává původní barva a pH nad 6,5 rostlinám škodí, vzniká chloróza a žloutnou listy.

## Galerie

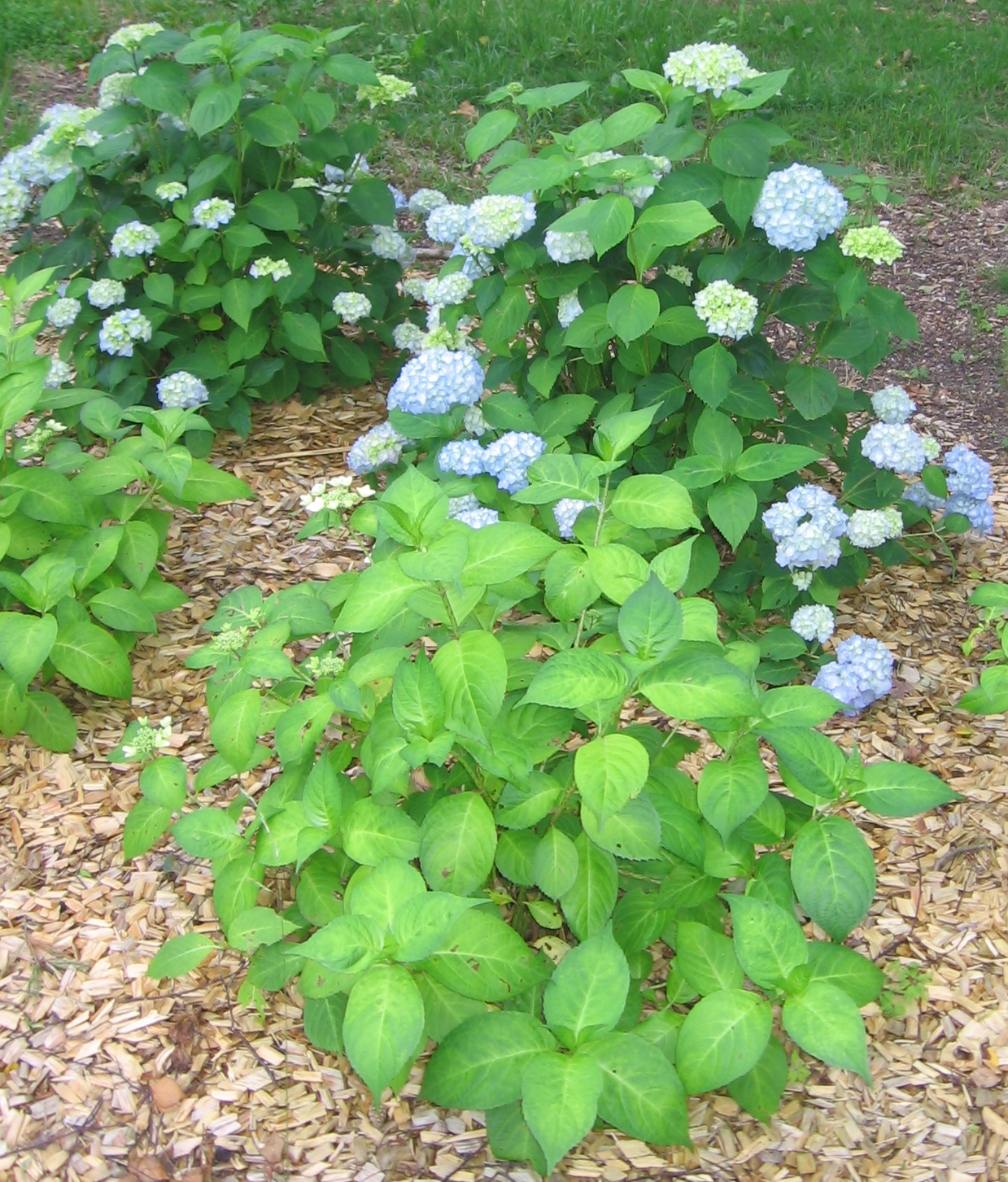
Hortenzie stromkovité
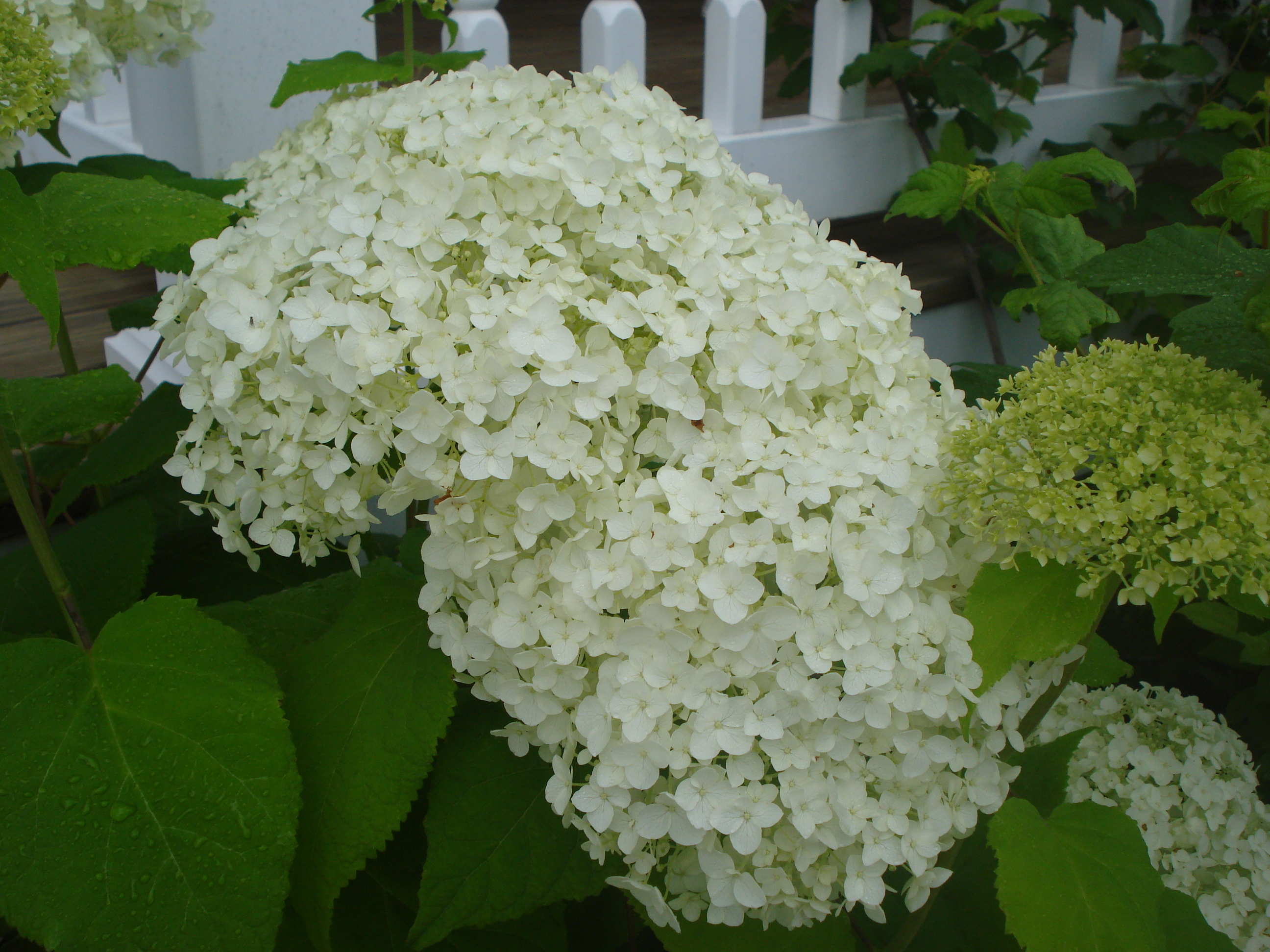
Kultivar 'Annabelle'
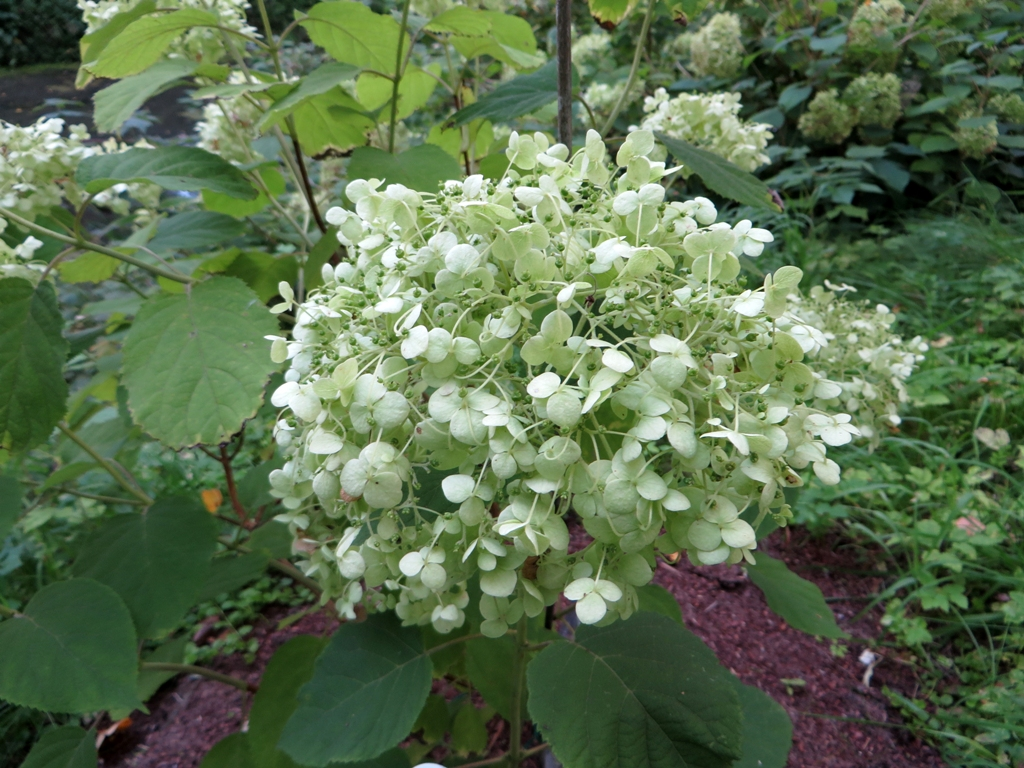
Kultivar 'Strong Annabelle'
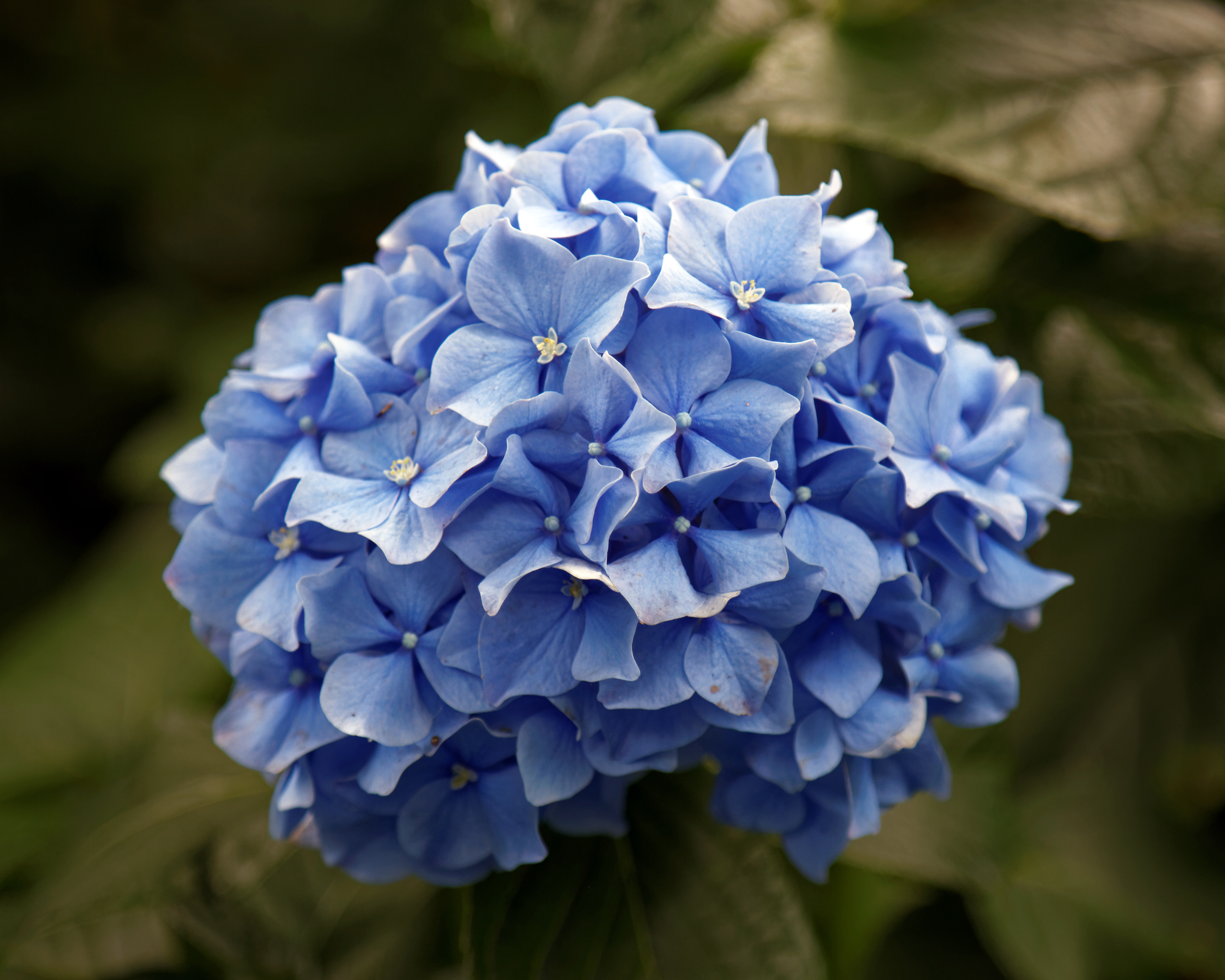
Modrý kultivar